# Таммі Шевчук
Таммі Лі Шевчук (англ. Tammy Lee Shewchuk) — канадська хокеїстка.
Навчалася у Гарварському університеті (журналістика).
Форвард жіночої олімпійської збірної Канади з хокею, яка 2002 року на Зимових іграх в Солт Лейк Сіті здобула золоті медалі.